# Manicouagan-kráter

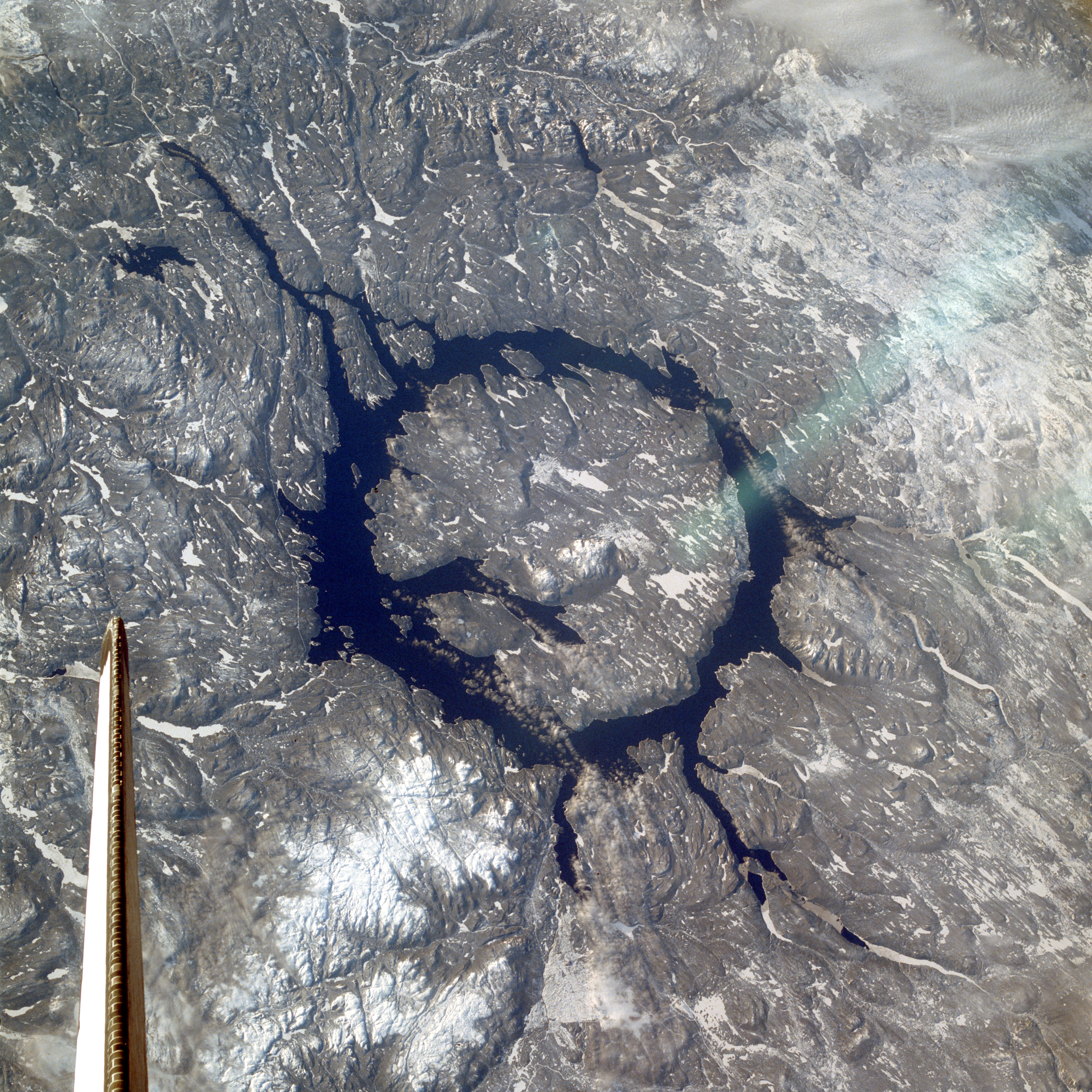
A kráter téli műholdképe a Columbia űrrepülőgép hatodik útjáról (STS–9)

A Manicouagan-kráter az egyik legrégebbi becsapódási kráter a Föld felszínén, amely Québec állam Cote-Nord régiójában található Kanadában, megközelítőleg 300 kilométernyire északra Baie-Comeau városától. Feltételezések szerint egy nagyjából 5 kilométer átmérőjű aszteroida becsapódásakor jött létre 215,5 millió évvel ezelőtt a triász időszakban. A kráter többszörösen gyűrűs szerkezete körülbelül 100 kilométer átmérőjű, míg a belső gyűrűje nagyjából 70 kilométeres átmérőjű a legszélesebb kiterjedésén. A belső szigetet amelynek René Levasseur-sziget a neve a Manicouagan-víztározó veszi körül. Ez a bolygó hatodik legnagyobb becsapódási krátere.

## Többszörös becsapódási elméletek
A szakértők feltételezései szerint a Manicouagan-kráter ugyanakkor keletkezett egy többszörös becsapódási hullámnak köszönhetően, mint a franciaországi Rochechouart-kráter, a Saint Martin-kráter Manitobában, az Obolony-kráter Ukrajnában és a Red Wing-kráter Észak-Dakotában. A Chicagói Egyetemen dolgozó David Rowley geofizikus és kollégája, a New Bruinswick-i Egyetemen dolgozó John Spray, valamint az Open Egyetemen dolgozó Simon Kelley fedezték fel, hogy ez az öt kráter láncot formáz, amely egy aszteroida becsapódásának a következménye lehet.   A kráterek közül három, a Rochechouart-, a Manicouagan- és a Saint Martin-kráter, egy 5000 kilométer hosszúságú láncot formáznak az északi szélesség 22,8°-a mentén, míg az Obolon-, a Red Wing az azonosítási deklinációs nyomvonalakon fekszenek. Korábban már mindegyik krátert tanulmányozták, de közös földtörténeti múltjuk korábban még nem volt bizonyítva.

## Fordítás
Ez a szócikk részben vagy egészben  a   Manicouagan crater című angol Wikipédia-szócikk ezen változatának fordításán alapul.  Az eredeti cikk szerkesztőit annak laptörténete sorolja fel. Ez a jelzés csupán a megfogalmazás eredetét és a szerzői jogokat jelzi, nem szolgál a cikkben szereplő információk forrásmegjelöléseként.